# A' Katīgoria 2018-2019
La A' Katīgoria 2018-2019 (in greco Πρωτάθλημα Α' Κατηγορίας) è stata l'80ª edizione della massima serie del campionato cipriota di calcio. Il campionato è iniziato il 25 agosto 2018 e si è concluso il 19 maggio 2019. L'APOEL ha conquistato il trofeo per la ventottesima volta nella sua storia.

## Stagione

### Novità
Dalla A' Katīgoria 2017-2018 sono retrocesse l'Arīs Limassol e l'Ethnikos Achnas, ultime classificate nella stagione regolare, e l'Olympiakos Nicosia, ultima classificata nella poule retrocessione. Solo una squadra è stata promossa dalla Seconda Divisione, l'EN Paralimni, classificatasi al primo posto, per via della riduzione del numero di squadre partecipanti, da 14 a 12.

### Formula
Le 12 squadre partecipanti si affrontano in un girone all'italiana con partite di andata e ritorno, per un totale di 22 giornate.
Le prime 6 classificate partecipano alla poule scudetto, affrontandosi in un girone all'italiana con partite di andata e ritorno, per un totale di 10 giornate. Le squadre mantengono il punteggio guadagnato durante la stagione regolare. La squadra prima classificata è campione di Cipro e si qualifica alla UEFA Champions League 2019-2020. La seconda e la terza classificata più la vincente della Coppa di Cipro si qualificano alla UEFA Europa League 2019-2020, nel caso la vincente della coppa nazionale sia già qualificata alle competizioni europee ad andare in UEFA Europa League sarà la 4ª classificata.
Le squadre classificate dal 7º al 12º posto partecipano alla poule retrocessione, affrontandosi in un girone all'italiana con partite di andata e ritorno, per un totale di 10 giornate. Le squadre mantengono il punteggio guadagnato durante la stagione regolare. L'ultima e la penultima classificata retrocedono in Seconda Divisione.

## Squadre partecipanti
| Club             | Città      | Stadio                                 | Stagione precedente           |
| ---------------- | ---------- | -------------------------------------- | ----------------------------- |
| AEK Larnaca      | Larnaca    | AEK Arena - Georgios Karapatakis       | 4º posto in A' Katīgoria      |
| AEL Limassol     | Limassol   | Stadio Tsirion                         | 5º posto in A' Katīgoria      |
| Alkī Oroklini    | Oroklini   | Stadio Ammochōstos Epistrofī (Larnaca) | 11º posto in A' Katīgoria     |
| Anorthōsis       | Famagosta  | Stadio Antōnīs Papadopoulos (Larnaca)  | 3º posto in A' Katīgoria      |
| APOEL            | Nicosia    | Stadio Neo GSP                         | Campione di Cipro             |
| Apollōn Limassol | Limassol   | Stadio Tsirion                         | 2º posto in A' Katīgoria      |
| Doxa Katōkopias  | Katōkopia  | Makario Stadium (Nicosia)              | 8º posto in A' Katīgoria      |
| EN Paralimni     | Paralimni  | Stadio Tasos Marcou Paralimni          | 1º posto in Seconda Divisione |
| Ermīs Aradippou  | Aradhippou | Neo GSZ (Larnaca)                      | 9º posto in A' Katīgoria      |
| Nea Salamis      | Larnaca    | Stadio Ammochōstos Epistrofī (Larnaca) | 7º posto in A' Katīgoria      |
| Omonia           | Nicosia    | Stadio Neo GSP                         | 6º posto in A' Katīgoria      |
| Pafos            | Pafo       | Stadio Pafiako                         | 10º posto in A' Katīgoria     |

## Stagione regolare

### Classifica
|  | Pos. | Squadra          | Pt | G  | V  | N | P  | GF | GS | DR  |
|  | ---- | ---------------- | -- | -- | -- | - | -- | -- | -- | --- |
|  | 1.   | APOEL            | 49 | 22 | 15 | 4 | 3  | 45 | 20 | +25 |
|  | 2.   | Apollōn Limassol | 47 | 22 | 14 | 5 | 3  | 50 | 17 | +33 |
|  | 3.   | AEL Limassol     | 45 | 22 | 14 | 3 | 5  | 35 | 25 | +10 |
|  | 4.   | AEK Larnaca      | 39 | 22 | 11 | 6 | 5  | 37 | 16 | +21 |
|  | 5.   | Omonia           | 31 | 22 | 9  | 4 | 9  | 25 | 24 | +1  |
|  | 6.   | Nea Salamis      | 31 | 22 | 9  | 4 | 9  | 28 | 30 | -2  |
|  | 7.   | Anorthōsis (-6)  | 28 | 22 | 9  | 7 | 6  | 27 | 26 | +1  |
|  | 8.   | Pafos (-6)       | 21 | 22 | 7  | 6 | 9  | 24 | 36 | -12 |
|  | 9.   | Doxa Katōkopias  | 20 | 22 | 5  | 5 | 12 | 28 | 39 | -11 |
|  | 10.  | EN Paralimni     | 17 | 22 | 4  | 5 | 13 | 17 | 38 | -21 |
|  | 11.  | Alkī Oroklini    | 17 | 22 | 4  | 5 | 13 | 19 | 43 | -24 |
|  | 12.  | Ermīs Aradippou  | 10 | 22 | 2  | 4 | 16 | 19 | 40 | -21 |

Legenda:
      Ammesse alla poule scudetto
      Ammesse alla poule retrocessione
Regolamento:
Tre punti a vittoria, uno a pareggio, zero a sconfitta.
Note:
L'Anorthosis e il Pafos hanno scontato 6 punti di penalizzazione.

### Risultati
|                  | AEK  | AEL  | AlO  | Ano  | APO  | ApL  | Dox  | ENP  | Erm  | Nea  | Omo  | Paf  |
| ---------------- | ---- | ---- | ---- | ---- | ---- | ---- | ---- | ---- | ---- | ---- | ---- | ---- |
| AEK Larnaca      | –––– | 0-1  | 2-0  | 3-0  | 2-2  | 1-0  | 3-0  | 3-0  | 2-2  | 0-1  | 1-0  | 1-1  |
| AEL Limassol     | 0-0  | –––– | 5-1  | 0-3  | 0-1  | 0-3  | 2-0  | 4-1  | 3-2  | 3-2  | 2-1  | 1-3  |
| Alkī Oroklini    | 0-3  | 1-3  | –––– | 0-0  | 2-4  | 1-3  | 2-1  | 1-2  | 0-2  | 2-0  | 0-2  | 3-3  |
| Anorthosis       | 1-2  | 0-1  | 0-0  | –––– | 2-3  | 0-3  | 3-1  | 2-0  | 2-1  | 1-0  | 0-0  | 2-2  |
| APOEL            | 2-2  | 0-0  | 0-0  | 4-0  | –––– | 5-1  | 2-5  | 3-0  | 2-0  | 4-0  | 2-0  | 1-2  |
| Apollōn Limassol | 3-3  | 0-0  | 3-0  | 1-2  | 1-2  | –––– | 2-0  | 5-0  | 5-0  | 1-0  | 2-1  | 5-1  |
| Doxa Katōkopias  | 0-5  | 3-4  | 4-0  | 0-1  | 1-2  | 1-1  | –––– | 2-1  | 1-1  | 1-1  | 1-2  | 3-2  |
| EN Paralimni     | 2-1  | 1-2  | 2-0  | 1-1  | 0-2  | 0-2  | 0-1  | –––– | 2-0  | 3-5  | 1-1  | 1-1  |
| Ermis Aradippou  | 1-2  | 0-1  | 2-4  | 2-3  | 0-1  | 0-3  | 1-1  | 0-0  | –––– | 0-1  | 0-2  | 3-0  |
| Nea Salamis      | 1-1  | 4-1  | 1-1  | 0-2  | 2-3  | 0-3  | 1-0  | 0-0  | 1-0  | –––– | 1-0  | 3-0  |
| Omonia           | 1-0  | 2-0  | 1-0  | 1-1  | 1-2  | 0-2  | 2-2  | 1-0  | 2-1  | 3-1  | –––– | 2-4  |
| Pafos FC         | 1-0  | 0-2  | 0-1  | 1-1  | 0-0  | 1-1  | 1-0  | 1-0  | 2-1  | 1-3  | 1-0  | –––– |

## Poule scudetto

### Classifica
|                  | Pos. | Squadra          | Pt | G  | V  | N | P  | GF | GS | DR  |
| ---------------- | ---- | ---------------- | -- | -- | -- | - | -- | -- | -- | --- |
| Cipro (bandiera) | 1.   | APOEL            | 70 | 32 | 21 | 7 | 4  | 66 | 25 | +41 |
|                  | 2.   | AEK Larnaca      | 62 | 32 | 18 | 8 | 6  | 51 | 23 | +28 |
|                  | 3.   | Apollōn Limassol | 58 | 32 | 17 | 7 | 8  | 64 | 32 | +32 |
|                  | 4.   | AEL Limassol     | 55 | 32 | 17 | 4 | 11 | 49 | 47 | +2  |
|                  | 5.   | Nea Salamis      | 44 | 32 | 12 | 8 | 12 | 41 | 47 | -6  |
|                  | 6.   | Omonia           | 36 | 32 | 10 | 6 | 16 | 36 | 45 | -9  |

Legenda:

      Campione di Cipro e ammessa alla UEFA Champions League 2019-2020
      Ammesse alla UEFA Europa League 2019-2020
Note:

Tre punti a vittoria, uno a pareggio, zero a sconfitta.
La classifica viene stilata secondo i seguenti criteri:
- Punti conquistati
- Punti conquistati negli scontri diretti
- Differenza reti negli scontri diretti
- Reti realizzate negli scontri diretti
- Reti realizzate fuori casa negli scontri diretti (solo tra due squadre)
- Differenza reti generale
- Reti totali realizzate
- Spareggio (solo per retrocessione e accesso alle poule)

### Risultati
|                  | AEK  | AEL  | APO  | ApL  | Nea  | Omo  |
| ---------------- | ---- | ---- | ---- | ---- | ---- | ---- |
| AEK Larnaca      | –––– | 1-0  | 1-0  | 2-1  | 1-1  | 2-1  |
| AEL Limassol     | 2-3  | –––– | 0-3  | 0-3  | 5-2  | 3-2  |
| APOEL            | 0-0  | 4-0  | –––– | 3-0  | 4-0  | 1-1  |
| Apollōn Limassol | 1-2  | 1-1  | 1-3  | –––– | 1-1  | 3-1  |
| Nea Salamis      | 1-0  | 0-2  | 1-1  | 2-1  | –––– | 5-2  |
| Omonia           | 0-2  | 3-1  | 1-2  | 0-2  | 0-0  | –––– |

## Poule retrocessione

### Classifica
|  | Pos. | Squadra         | Pt | G  | V  | N  | P  | GF | GS | DR  |
|  | ---- | --------------- | -- | -- | -- | -- | -- | -- | -- | --- |
|  | 1.   | Anorthōsis (-6) | 41 | 32 | 12 | 11 | 9  | 42 | 41 | +1  |
|  | 2.   | Pafos (-6)      | 38 | 32 | 12 | 8  | 12 | 39 | 50 | -11 |
|  | 3.   | Doxa Katōkopias | 35 | 32 | 9  | 8  | 15 | 47 | 50 | -3  |
|  | 4.   | EN Paralimni    | 35 | 32 | 9  | 8  | 15 | 35 | 51 | -16 |
|  | 5.   | Alkī Oroklini   | 35 | 32 | 10 | 5  | 17 | 35 | 58 | -23 |
|  | 6.   | Ermīs Aradippou | 13 | 32 | 3  | 4  | 25 | 29 | 65 | -36 |

Legenda:
      Retrocesse in Seconda Divisione
Regolamento:
Tre punti a vittoria, uno a pareggio, zero a sconfitta.
La classifica viene stilata secondo i seguenti criteri:
- Punti conquistati
- Punti conquistati negli scontri diretti
- Differenza reti negli scontri diretti
- Reti realizzate negli scontri diretti
- Reti realizzate fuori casa negli scontri diretti (solo tra due squadre)
- Differenza reti generale
- Reti totali realizzate
- Spareggio

Note:
L'Anorthosis e il Pafos hanno scontato 6 punti di penalizzazione.

### Risultati
|                 | AlO  | Ano  | Dox  | ENP  | Erm  | Paf  |
| --------------- | ---- | ---- | ---- | ---- | ---- | ---- |
| Alkī Oroklini   | –––– | 1-0  | 1-4  | 2-0  | 2-1  | 2-3  |
| Anorthosis      | 3-0  | –––– | 0-3  | 1-1  | 3-2  | 1-1  |
| Doxa Katōkopias | 0-1  | 3-3  | –––– | 2-2  | 1-0  | 0-0  |
| EN Paralimni    | 3-2  | 2-2  | 1-0  | –––– | 4-1  | 1-2  |
| Ermis Aradippou | 1-2  | 2-1  | 0-4  | 1-2  | –––– | 1-2  |
| Pafos FC        | 0-3  | 0-1  | 3-2  | 0-2  | 4-1  | –––– |

## Statistiche

### Individuali

#### Classifica marcatori
| Gol |  |  | Giocatore        | Squadra          |
| --- |  |  | ---------------- | ---------------- |
| 16  |  |  | Adam Nemec       | Pafos FC         |
| 15  |  |  | Ivan Tričkovski  | AEK Larnaca      |
| 15  |  |  | Rubén Jurado     | AEL Limassol     |
| 13  |  |  | Nuno Morais      | APOEL            |
| 12  |  |  | Berat Sadik      | Doxa Katōkopias  |
| 11  |  |  | Facundo Pereyra  | Apollōn Limassol |
| 11  |  |  | Michal Ďuriš     | Anorthosis       |
| 11  |  |  | Kingsley Onuegbu | Nea Salamis      |